# فرانک بلژیک
فرانک (هلندی: frank - فرانسوی: franc - آلمانی: Franken) تا قبل از جایگزینی با یورو در سال ۲۰۰۲ یکای پول کشور بلژیک بود.
فرانک بلژیک به ۱۰۰ سانتیم (هلندی: centiem، فرانسوی:centime، آلمانی: Centime) تقسیم می‌شد.